# Szizrany
Szizrany (oroszul: Сызрань) város Oroszországban, a Szamarai területen, a Szizranyi járás székhelye.

## Története
A települést erődként alapították 1683-ban. Az erőd a 18. század elején elvesztette katonai jelentőségét. A század végén Szizrany már fontos kereskedelmi központ volt, ezért 1781-ben városi rangot és saját címert kapott. A 20. század elején Syzran már fontos ipari város és Oroszország egyik legnagyobb gabonafeldolgozó központja volt. 1906-ban egy hatalmas tűz több mint 5000 épületet pusztított el. Az októberi forradalom után Szizrany gazdasági profilja megváltozott: a fő iparág már nem a gabonafeldolgozás, hanem a csillámpala kitermelése és feldolgozása volt. Az 1941. júniusi német támadás után az ország nyugatibb részeiből számos gyárat evakuáltak Szizranyba.

## Lakossága
- 1897-ben 32 383 lakosa volt.
- 1959-ben 148 391 lakosa volt.
- 1970-ben 173 347 lakosa volt.
- 1979-ben 178 498 lakosa volt.
- 1989-ben 174 335 lakosa volt.
- 2002-ben 188 107 lakosa volt, melynek 83,7%-a orosz, 4,2%-a tatár, 2,1%-a mordvin, 2%-a ukrán.
- 2010-ben 178 773 lakosa volt, melynek 89,2%-a orosz, 5,3%-a tatár, 1,1%-a ukrán, 1%-a mordvin.

## Forditás
- Ez a szócikk részben vagy egészben  a   Sysran című német Wikipédia-szócikk fordításán alapul.  Az eredeti cikk szerkesztőit annak laptörténete sorolja fel. Ez a jelzés csupán a megfogalmazás eredetét és a szerzői jogokat jelzi, nem szolgál a cikkben szereplő információk forrásmegjelöléseként.